# 李明 (1971年生のサッカー選手)
李明（り みん、Li Ming, 1971年1月26日 - ）は、中国・大連出身の元サッカー選手。現在は中国超級リーグに所属する大連阿爾濱の代表を務めている。
 他の同姓同名の選手と区別するため、中国では"大李明"と呼ばれる。

## 人物

### サッカー選手として
1989年、大連万達(後の大連実徳)でプロ選手としてデビューする。技巧派の攻撃的MFとして活躍し、1994年から2002年まで大連実徳における8つのリーグタイトル獲得に貢献した。特に、1996年のリーグ無敗優勝の時は中心選手として活躍した。中国代表には1992年から2004年まで招集され、キャップ数141を記録している。これは中国代表最多キャップ記録である。
AFCアジアカップ2004で主力としてプレイし、決勝日本戦で一時同点となるゴールを決めている。翌2005年現役引退。
現役引退後はU-20代表監督を経て、北京国安の総経理に就任している。

## 代表歴

### ゴール
| #  | 開催年月日     | 開催地     | 対戦国       | 勝敗  | 試合概要                            |
| -- | -------------- | ---------- | ------------ | ----- | ----------------------------------- |
| 1. | 1997年02月23日 | マレーシア | フィンランド | ○ 2-1 | 親善試合                            |
| 2. | 1997年02月28日 | マレーシア | ジンバブエ   | ○ 3-1 | 親善試合                            |
| 3. | 1997年09月13日 | 大連       | イラン       | ● 2-4 | 1998 FIFAワールドカップ・アジア予選 |
| 4. | 2000年10月16日 | トリポリ   | インドネシア | ○ 4-0 | AFCアジアカップ2000グループリーグ   |
| 5. | 2000年10月23日 | サイダ     | カタール     | ○ 3-1 | AFCアジアカップ2000準々決勝         |
| 6. | 2004年07月03日 | 中国       | レバノン     | ○ 6-0 | 親善試合                            |
| 7. | 2004年07月21日 | 北京       | インドネシア | ○ 5-0 | AFCアジアカップ2004グループリーグ   |
| 8. | 2004年08月07日 | 北京       | 日本         | ● 1-3 | AFCアジアカップ2004決勝             |

## 獲得タイトル
- 中国超級リーグ(中国甲Aリーグ時代も含む) : 1994, 1996, 1997, 1998, 2000, 2001, 2002, 2005
- 中国FAカップ : 1992, 2001, 2005